# Andreas Haider-Maurer
Andreas Haider-Maurer (n, 22 de marzo de 1987 en Zwettl, Austria) es un exjugador de tenis austriaco. En su carrera ha llegado a la final de un torneo ATP.

## Biografía
Andreas Haider-Maurer es uno de los dos hijos de William y Elfriede Haider-Maurer. Se crio en Groß Gerungs en el distrito forestal y actualmente vive en Innsbruck. Comenzó a jugar tenis a la edad de siete años.

## Carrera

### 2006-2009
En su primera aparición en 2006 en un torneo de la categoría ATP World Tour obtiene una victoria en primera ronda ante el argentino Damian Patriarca, en el Torneo de Kitzbuhel,  pero cayó derrotado en segunda ronda ante el bielorruso Max Mirnyi por 6-7(5), 6-2 y 6-3. En el mismo año, Haider-Maurer ganó sus dos primeros torneos Futuros en Austria e Israel. En 2007, ganó dos torneos futures más, Austria e Italia. En el otoño, recibió un comodín para el Torneo de Viena, pero perdió en la primera ronda ante el croata Ivan Ljubičić en tres sets. Al igual que en los dos últimos años, volvió a obtener dos torneos futures más, en Israel. También en la temporada 2009 Haider-Maurer ganó nuevamente dos torneos Futures, en Costa de Marfil y Francia.

### 2010
El año 2010 comenzó con éxito obteniendo un torneo future en Italia. Luego consiguió la clasificación para el Torneo de Gstaad, y en la primera ronda derrotó a Denis Istomin. Pero en la siguiente ronda perdió ante el español Albert Montañés por 6-3, 1-6 y 0-6. Un poco más tarde, el austríaco consiguieron superó la fase de clasificación del Abierto de Estados Unidos en 2010 , y se presentó por primera vez en su carrera en el cuadro principal de un torneo Grand Slam. Comenzó derrotando al sueco Robin Soderling en los dos primeros sets, pero luego no aguantó el ritmo y cayó derrotado por 5-7, 3-6, 7-6(2), 7-5 y 4-6.
En septiembre tuvo su debut en el Equipo de Copa Davis de Austria para los playoffs del Grupo Mundial, pero perdió en el primer partido de la serie ante el israelí Dudi Sela. De todas maneras el equipo austriaco triunfó en el marcador global por 3-2.
Posteriormente disputó con gran suceso el Torneo de Viena 2010 derrotando a Thomas Muster, Andreas Seppi, Marin Čilić y Michael Berrer, llegando por primera vez a una final de un torneo categoría ATP. En la final, perdió frente a su compatriota Jurgen Melzer, después de haber ganado el primer set con un sorprendente 7-6, y en el segundo set, estar sirviendo para el partido con el marcador 5-4. El resultado final fue de 7-6(10), 6(4)-7, 4-6.

### 2011
Con una derrota inicial en el Torneo de Chennai, Haider-Maurer perdió su primer partido del año. En el Abierto de Australia en 2011 , cayó derrotado en la segunda fase de clasificación. En marzo obtuvo su primer título de la categoría ATP Challenger Series, al ganar el Challenger de Caltanissetta. 
En el Torneo de Roland Garros ingresó directamente al cuadro principal. Obtuvo una victoria en primera ronda, antes de caer en segunda ronda ante el ucraniano Alexander Dolgopolov. También alcanzó la segunda ronda en Wimbledon, el tercer torneo de Grand Slam de la temporada, para terminar en el puesto 75 del ranking mundial.

### 2012
Nuevamente participó en la copa Davis esta vez ante Rusia obteniendo una victoria global de 3-2. Haider-Maurer contribuyó con una victoria y una derrota, cayó derrotado ante Igor Kunitsyn pero derrotó a Alex Bogomolov Jr. ganando entonces la primera ronda del grupo mundial. En cuartos de final volvió a representar a su país, pero esta vez sin suerte. Se enfrentó al español David Ferrer y cayó derrotado claramente en tres sets corridos.
En julio, llegó a dos finales individuales de torneos challengers, pero perdió ambos. A principios de septiembre ganó el Challenger de Como venciendo al portugués João Sousa en la final y una semana después el Challenger de Brașov derrotando al local Adrian Ungur en la final. 

### 2013
Vuelve a disputar la copa Davis, frente al elenco de Kazajistán por la primera ronda del grupo mundial, pierde su partido frente a Andrey Golubev y también pierde la serie su equipo con un global de 1-3.
Obtiene dos torneos challengers más, ganando el Challenger de Timisoara 2013 derrotando en la final al español Rubén Ramírez Hidalgo y dos semanas más tarde el Challenger de Posnania 2013 derrotando al bosnio Damir Dzumhuren la final. También acabaría ganando un Challenger más al final de año en Posnania tras derrotar en la final a su compatriota Gerald Melzer por un ajustado marcador de 6-7(9), 6-4 y 6-2. Sus mejores resultados ATP fueron llegar a segunda ronda en Umag (perdiendo ante Andreas Seppi), Kitzbühel (perdiendo ante Juan Mónaco) y en el US Open (ganando a Ernests Gulbis, perdiendo ante Mijaíl Kukushkin. Acabó el año como el segundo jugador austriaco dentro del Top 125 por tercera vez en cuatro años.

### 2014
Sus mejores resultados en el comienzo del año son llegar a cuartos de final en los Challenger de Helibronn, Panamá, Barranquilla y a las semifinales en el Challenger de Ostrava. Sus mejores resultados hasta ahora en cuanto a torneos ATP son alcanzar las segundas ronda en Sao Paulo (perdiendo ante Thomaz Bellucci) y Roland Garros (perdiendo ante Ivo Karlović).

## Títulos; 8 (8 + 0)
| Leyenda                     | Individuales | Dobles |
| --------------------------- | ------------ | ------ |
| Grand Slam                  | 0            | 0      |
| ATP World Tour Finals       | 0            | 0      |
| ATP World Tour Masters 1000 | 0            | 0      |
| ATP World Tour 500 Series   | 0            | 0      |
| ATP World Tour 250 Series   | 0            | 0      |
| ATP Challenger Series       | 8            | 0      |

### Individuales

#### Títulos
| N.º | Fecha      | Torneo                      | Superficie    | Oponentes en la final | Resultado        |
| --- | ---------- | --------------------------- | ------------- | --------------------- | ---------------- |
| 1.  | 27.03.2011 | Challenger de Caltanissetta | Tierra batida | Matteo Viola          | 6-1, 7-6(1)      |
| 2.  | 02.09 2012 | Challenger de Como          | Tierra batida | João Sousa            | 6-3, 6-4         |
| 3.  | 09.09.2012 | Challenger de Brașov (1)    | Tierra batida | Adrian Ungur          | 3-6, 7-5, 6-2    |
| 4.  | 07.07.2013 | Challenger de Timișoara     | Tierra batida | Rubén Ramírez Hidalgo | 6-4, 3-6, 6-4    |
| 5.  | 21.07.2013 | Challenger de Posnania      | Tierra batida | Damir Džumhur         | 4-6, 6-1, 7-5    |
| 6.  | 08.09.2013 | Challenger de Brașov (2)    | Tierra batida | Gerald Melzer         | 6(9)-7, 6-4, 6-2 |
| 7.  | 07.09.2014 | Challenger de Brașov (3)    | Tierra batida | Guillaume Rufin       | 6-3, 6-2         |
| 8.  | 21.09.2014 | Challenger de Trnava        | Tierra        | Antonio Veic          | 2-6, 6-3, 7-64   |

#### Finalista
| N.º | Fecha      | Torneo                      | Superficie    | Oponentes en la final | Resultado         |
| --- | ---------- | --------------------------- | ------------- | --------------------- | ----------------- |
| 1.  | 09.09.2007 | Challenger de Düsseldorf    | Tierra batida | Denis Gremelmayr      | 6-7 (5), 6-2, 6-4 |
| 2.  | 01.07.2012 | Challenger de Marburgo      | Tierra batida | Jan Hájek             | 6-2, 6-2          |
| 3.  | 15.07.2012 | Challenger de San Benedetto | Tierra batida | Gianluca Naso         | 6-4, 7-5          |
| 4.  | 16.09.2012 | Challenger de Banja Luka    | Tierra batida | Victor Hanescu        | 6-4, 6-1          |
| 5.  | 13.07.2014 | Challenger de San Benedetto | Tierra batida | Damir Dzumhur         | 6-3, 6-3          |

#### Finalista ATP
| N.º | Fecha      | Torneo          | Superficie | Oponentes en la final | Resultado            |
| --- | ---------- | --------------- | ---------- | --------------------- | -------------------- |
| 1.  | 31.10.2010 | Torneo de Viena | Carpeta    | Jurgen Melzer         | 6-7(10), 7-6(4), 6-4 |